# Smile (微笑组合专辑)
微笑 （英語：Smile）是瑞典流行乐队微笑组合的首张专辑。  该专辑在日本达成金唱片销量， 而Smile.dk于1998年在香港获得“最佳国际女子乐队组合”。 

## 曲目列表
所有歌曲由Robert Uhlmann和Robin Rex编写和制作。 
1. "Butterfly" – 2:58
2. "Coconut" – 3:23
3. "Sweet Senorita" – 3:10
4. "Middle of the Night" – 3:24
5. "Tick-Tock" – 3:00
6. "Get Out" – 3:12
7. "Boys" – 3:06
8. "Mr. Wonderful" – 3:14
9. "Knock Knock" – 3:16
10. "Comme Ci Comme Ca" – 3:03
11. "Happy In Love" (Japan/Malaysia bonus track) – 3:26